# Université protestante au Congo
L'université protestante au Congo (UPC) est une université située à Kinshasa, en république démocratique du Congo.

## Historique
L’université protestante au Congo est une université confessionnelle. Elle organise ses enseignements dans cinq facultés : la faculté de théologie, la faculté d'administration des affaires et sciences économiques (FASE), la faculté de droit, la faculté de médecine et la faculté des sciences informatiques. Avec près de 8 000 étudiants, elle constitue « un poumon universitaire francophone ».
- 1959 : Création de la faculté de théologie protestante, institution d’enseignement universitaire, à l'initiative de l'Église protestante au Congo (Église du Christ au Congo).
- 1989 : Ouverture de la faculté des sciences humaines à côté de la faculté de théologie, formant la facultés protestantes au Zaïre).
- 1994 : Sur décision du conseil d'administration, les facultés protestantes au Zaïre deviennent l'université protestante au Congo, avec la transformation de la faculté des sciences humaines en la faculté d'administration des affaires et sciences économiques et l'introduction de la faculté de droit.
- 2006 : Création de la faculté de médecine.
- 2009 : Création du centre congolais-allemand de microfinance l'un des cinq centres d'excellence du service d'échange académique allemand (DAAD)
- 2013 : Signature du partenariat avec la Frankfurt School of Finance and Manangement pour la création d'une école de management Central Africa Europe Business School
- 2017 : Création de la nouvelle faculté des sciences informatiques (FASI) dans l'enceinte de l'université, comptant trois départements : Génie informatique , intelligence artificielle et Systèmes informatiques.

## Faculté de médecine de l'UPC
L'université protestante au Congo n'en est pas à sa première faculté de médecine. En effet, avant la nationalisation des universités par le gouvernement en 1971, l'université libre du Congo, à l’époque université protestante fonctionnant à Kisangani, organisait déjà des études de médecine. L'université protestante au Congo a créé en octobre 2006 une faculté de médecine.

## Personnalités liées à l'université
- Acacia Bandubola
- Aminata Namasia
- Eddy Mundela
- Eve Bazaiba
- Gael Bussa
- Tristan Etumba
- Clavin Kabamba
- Yves Mpunga